# مصبنة عرفات
تقع مصبنة عرفات في شارع الصلاحي قرب المسجد الحنبلي في مدينة نابلس وقد أنشأها الشيخ عمرو عرفات عام 1918. بعد سنوات من توقف نشاطها خضعت المصبنة لعملية ترميم شاملة وإعادة تأهيل في عام 2004 لتتحول إلى مركز لإحياء وتنمية التراث الثقافي. يُتيح المركز للزوار فرصة استكشاف معالم المصبنة التقليدية والمشاركة في ورش فنية وحرفية كصناعة السيراميك بالإضافة إلى اقتناء منتجات تراثية أصيلة مثل الصابون المصنوع من زيت الزيتون الفلسطيني والبُسط اليدوية المنسوجة من الصوف الطبيعي وقطع السيراميك المزخرفة التي تصلح للزينة أو الاستخدام الشخصي.

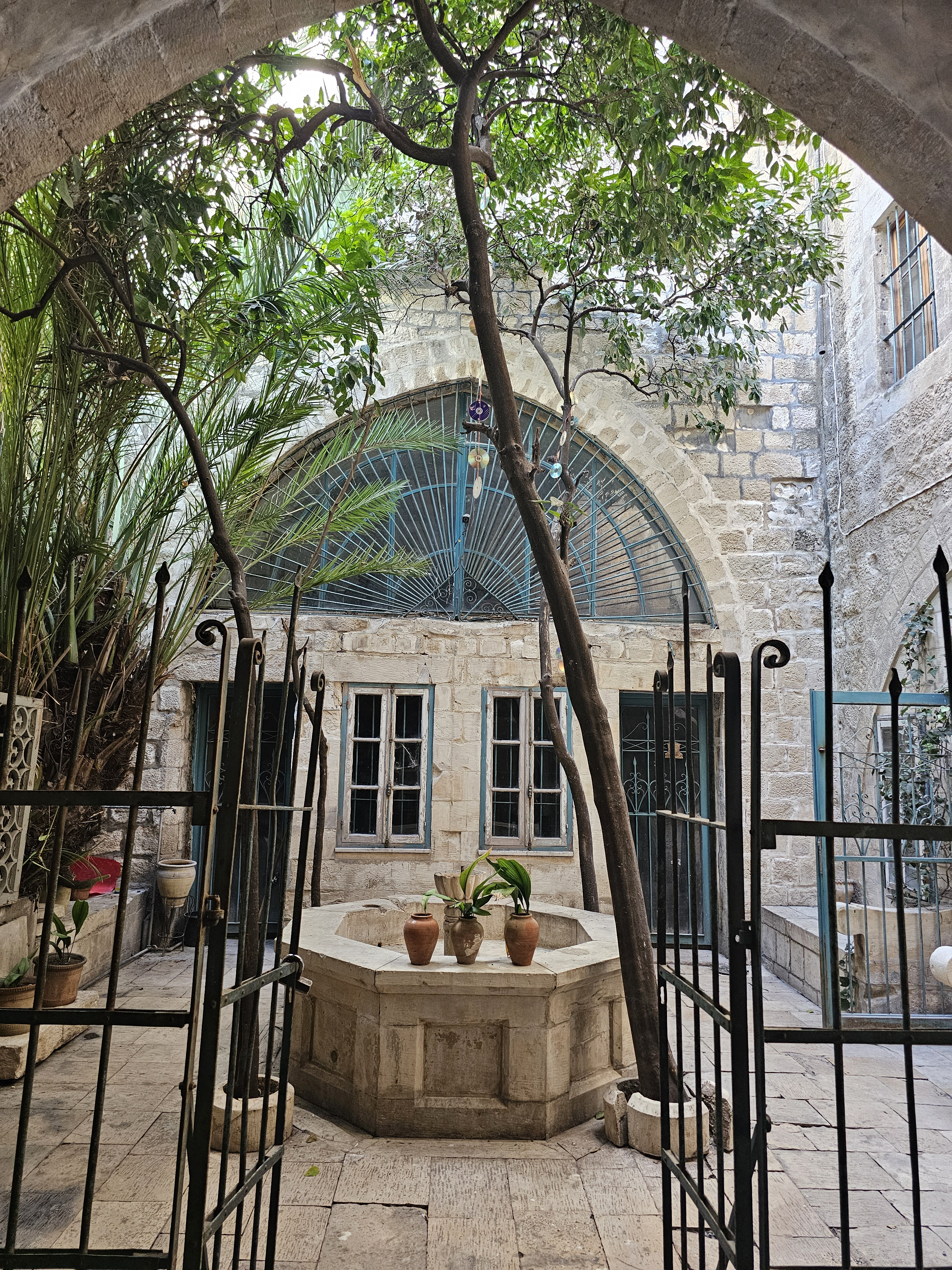
الساحة الأمامية لمصنع صابون الشيخ عمر عرفات.

## تاريخ
صبانة او مصبنة عرفات عمرها حوالي 600 سنة نابلس القديمة فلسطين.
في عام 1997 أسّست سبأ وعفاف عرفات جمعية خيرية حملت اسم والدهما الشيخ عمرو عرفات تخليدًا لذكراه ووفاءً لإرثه العائلي العريق. وجاءت تسمية المؤسسة تكريمًا لمسيرته وجزءًا من سعي العائلة للحفاظ على تاريخها الاجتماعي والثقافي في مدينة نابلس.
تنحدر المؤسستان من خلفيات أكاديمية ومهنية متميزة فقد حصلت سبأ عرفات على تعليمها العالي في اللغة الإنجليزية من جامعات في إنجلترا والولايات المتحدة وعملت خبيرة في منظمة اليونسكو إلى جانب تولّيها إدارة قسم التعليم في وكالة الغوث الدولية في الضفة الغربية وهي كذلك عضو في مجلس أمناء جامعة بيرزيت.
أما عفاف عرفات فهي فنانة تشكيلية تلقت علومها الفنية في إنجلترا وأمريكا وساهمت في إعداد مناهج التربية الفنية في وزارة التربية والتعليم الأردنية ثم عملت خبيرة للفنون التشكيلية والتطبيقية لدى منظمة اليونسكو.
تهدف مؤسسة الشيخ عمرو عرفات الخيرية إلى تنفيذ مشاريع تنموية وخيرية متعددة تُعنى بإحياء البلدة القديمة في نابلس ضمن مجالات تشمل العمل الثقافي العمراني والاجتماعي. كما تسعى إلى إثراء الحياة الثقافية في المدينة ودعم الطلبة المحتاجين في الجامعات المحلية إلى جانب تقديم مساعدات عينية محدودة للأسر المستورة لتمكينها من تحقيق الاستقلال الاقتصادي.
ومن أبرز مشاريع المؤسسة: مركز إحياء وتنمية التراث الثقافي الذي أُقيم في مبنى مصبنة عرفات التاريخية يضم المركز معرضًا للفنون مكتبة قاعة محاضرات متحفًا لصناعة الصابون بالإضافة إلى ورش لإنتاج الحرف التقليدية مثل الخزف والنسيج.
ويُعد مشروع ترميم المصبنة أولى المبادرات الفعلية للمؤسسة والتي من المقرر أن تُتبع لاحقًا بإنشاء مركز ثقافي تنموي جديد على أرض تبرعت بها سبأ وعفاف عرفات وتقع قرب جامعة النجاح الوطنية في نابلس.
بعد توقفها عن الإنتاج لم تُترك مصبنة عرفات للاندثار بل شهدت عملية ترميم شاملة في عام 2004 بمبادرة من مؤسسة التعاون أعادت إليها الحياة كمركز ثقافي يحمل نفس الاسم. وقد تحول هذا الفضاء التراثي إلى منصة حيوية تُعنى بالحفاظ على التراث الفلسطيني وتعزيزه.
يُقدم المركز برامج متنوعة تشمل ورشًا فنية وحرفية في مجالات مثل صناعة السيراميك والنسيج إلى جانب عرض منتجات تقليدية أصيلة من أبرزها الصابون النابلسي المصنوع من زيت الزيتون والبُسط المنسوجة يدويًا.
كما أصبح المركز نقطة انطلاق للعديد من مشاريع الترميم في البلدة القديمة ما يعزز دوره في إحياء الحرف التقليدية وإبراز الهوية الثقافية للمدينة.
يستقبل مركز مصبنة عرفات اليوم الزوار من داخل فلسطين وخارجها ويُعد مثالًا حيًا على كيفية تحويل المباني التراثية إلى مساحات للإبداع. كما يُستخدم كنقطة انطلاق لمبادرات ترميمية أخرى في البلدة القديمة ما يرسّخ مكانته كمنارة ثقافية ومجتمعية.
تلعب مصبنة عرفات دورًا محوريًا في إحياء تقاليد صناعة الصابون النابلسي وتُبرز للزوار طريقة التصنيع القديمة التي توارثها السكان منذ قرون. هذا التراث الصناعي يُعرض الآن كجزء من الهوية الفلسطينية الأصيلة.
ينظم المركز مجموعة من الأنشطة والفعاليات الثقافية والتعليمية مثل المعارض الفنية والمحاضرات وورش العمل للأطفال والكبار. يُعد المركز مكانًا هامًا للتعرف على تاريخ نابلس وصناعاتها التقليدية ويُساهم في تعزيز الوعي الثقافي بين الأجيال الجديدة.